# 조선로동당 중앙군사위원회

조선로동당의 구조

조선로동당 중앙군사위원회(朝鮮勞動黨中央軍事委員會)는 조선민주주의인민공화국의 지도 정당인 조선로동당의 최고 군사 기관이다. 조선로동당 규약 제27조 규약에 당의 군사노선과 정책을 관철하기 위한 대책을 토의결정하며 인민군대를 비롯한 전체 무장력을 강화하고 군수생산을 발전시키기 위한 사업을 조직지도하며 조선민주주의인민공화국의 무력을 통솔한다고 규정되어 있다.

## 조직 구성
2023년 6월 기준, 조선로동당 중앙군사위원회 조직 명단
- 위원장 : 1명
  - 김정은 : 조선로동당 총비서, 조선민주주의인민공화국 국무위원장 조선민주주의인민공화국 무력 최고사령관

- 부위원장 : 2명
  - 리병철 : 당 중앙정치국 상무위원, 당 중앙비서국 비서
  - 리영길 : 당 중앙정치국 위원, 당 중앙비서국 비서

- 위원 : 9명
  - 조용원 : 조선로동당 중앙위원회 정치국 상무위원, 조선로동당 중앙위원회 조직담당비서, 조선로동당 조직지도부 제1부부장
  - 김조국 : 조선로동당 중앙위원회 제1부부장
  - 정경택 : 조선로동당 중앙위원회 정치국 위원, 국가보위상
  - 박수일 : 조선인민군 총참모부장
  - 강순남 : 국무위원회 국방상
  - 리태섭 : 국무위원회 사회안전상
  - 조경철 : 조선인민군 총참모부 보위국장
  - 리창호 : 조선인민군 총참모부 정찰총국장
  - 오일정 : 조선로동당 중앙위원회 정치국 위원, 당 중앙비서국 민방위부장

## 같이 보기
- 조선로동당 중앙위원회